# 지역방송국
지역방송국(地域放送局)은 해당 지역을 가시청권으로 하는 방송국을 말한다.
이들은 각 지역의 현안과 관심사를 담은 자체 프로그램을 제작하여 송출하고 있으며, 프로그램중 일부를 네트워크의 키국에서 방송되는 프로그램을 재송신하여 송출하기도 한다.
그리고 현재 종교방송국인 CBS, 극동방송(febc), 불교방송(BBS), 원음방송(WBS), 가톨릭평화방송(cpbc)과 국악방송(GBF), TBS, TBN 교통방송, 영어전문방송국(4개 지역)에 의한 라디오 방송국들이 방송을 하고있다.

## 대한민국의 지역방송국
현재 대한민국의 지역방송은 다음과 같다.

### 한국방송공사 지역방송국
- 한국방송공사 KBS (서울 지역)
  - 경인방송센터 KBS경인 (경기, 인천 지역)
- 춘천방송총국 KBS춘천 (강원 영서 중북부 지역)
  - 원주방송국 KBS원주 (강원 영서 남부 지역)
  - 강릉방송국 KBS강릉 (강원 영동 지역)
- 대전방송총국 KBS대전 (대전, 세종, 충남 전 지역)
- 청주방송총국 KBS청주 (충북 중남부 지역, 세종 일부)
  - 충주방송국 KBS충주 (충북 북부 지역)
- 전주방송총국 KBS전주 (전북 지역)
- 광주방송총국 KBS광주 (광주, 전남 중부 지역)
  - 목포방송국 KBS목포 (전남 서남부 지역)
  - 순천방송국 KBS순천 (전남 동부 지역)
- 대구방송총국 KBS대구 (대구, 경북 중남부 지역)
  - 안동방송국 KBS안동 (경북 북부 지역)
  - 포항방송국 KBS포항 (경북 동해안 지역)
- 부산방송총국 KBS부산 (부산, 경남 동부 지역)
  - 울산방송국 KBS울산 (울산 전 지역)
- 창원방송총국 KBS창원 (경남 동부 지역)
  - 진주방송국 KBS진주 (경남 서부 지역)
- 제주방송총국 KBS제주 (제주 전 지역)

### 문화방송 지역 단위 네트워크 계열
- 문화방송 MBC (지사 - MBC경인지사) (수도권 지역)
- 춘천문화방송 춘천MBC (강원 영서 중ㆍ북부지역)
- 원주문화방송 원주MBC (강원 영서 남부 지역)
- MBC강원영동 (강원 영동 지역)
  - 강릉방송국 MBC강원영동 강릉 (강원 영동 북부 지역)
  - 삼척방송국 MBC강원영동 삼척 (강원 영동 남부 지역)
- 대전문화방송 대전MBC (대전, 세종, 충남 지역)
- MBC충북 (충북 전 지역)
  - 청주방송국 MBC충북 청주 (충북 중ㆍ남부 지역, 세종 일부)
  - 충주방송국 MBC충북 충주 (충북 북부 지역)
- 전주문화방송 전주MBC (전북 지역)
- 광주문화방송 광주MBC (광주, 전남 중부 지역)
- 목포문화방송 목포MBC (전남 서부 지역)
- 여수문화방송 여수MBC (전남 동부 지역)
- 대구문화방송 대구MBC (대구, 경북 중서남부 지역)
- 안동문화방송 안동MBC (경북 북부 지역)
- 포항문화방송 포항MBC (경북 동해안 지역)
- 부산문화방송 부산MBC (부산 전 지역, 경남 중부 일원)
- 울산문화방송 울산MBC (울산 전 지역)
- MBC경남 (경남 전 지역)
  - 창원방송국 MBC경남 창원 (경남 중부 지역)
  - 진주방송국 MBC경남 진주 (경남 서부 지역)
- 제주문화방송 제주MBC (제주 전 지역)

같은 계열사지만 사내웹메일이 다르면 안되므로 @mbc.co.kr로 통일해야한다.

### SBS/지역 민방

#### 지역 단위 민영 방송 네트워크
| 방송 권역        | 방송사                                 |
| ---------------- | -------------------------------------- |
| 수도권           | SBS(모기업:태영건설) (프로그램 제작국) |
| 부산/경남권      | KNN(모기업:넥센)                       |
| 대구/경북권      | TBC(모기업:귀뚜라미그룹)               |
| 광주/전남권      | kbc 광주방송(모기업:호반건설)          |
| 대전/세종/충남권 | TJB 대전방송(모기업:우성사료)          |
| 울산권           | ubc 울산방송(모기업:삼라마이다스)      |
| 전북권           | JTV 전주방송(모기업:일진그룹)          |
| 충북권           | CJB 청주방송(모기업:두진건설)          |
| 강원권           | G1방송(모기업:SG건설)                  |
| 제주권           | JIBS 제주방송(한주홀딩스코리아)        |

KNN (부산), TBC (대구), kbc (광주), TJB (대전)등 1차 지역민방은 편성 비중이, 전체 방송시간의 100분의 70:30 이내에서 CJB (청주), JTV (전주), ubc (울산)등 2차 지역민방은 100분의 73:27 이내에서, 그리고 3차 지역민방인 G1방송 (강원), JIBS (제주)는 편성비중이 100분의 80:20 이내에서 다른 한 방송사업자의 프로그램을 공급받을수있다. 여기서 '한 방송사업자'는 통상적으로 프로그램 제작국인 SBS가 차지하고있으며 네트워크 대안협력과 화합을 위해 지역민방 사내웹메일을 공동으로 네트워크상 @sbs.co.kr로 통일해야한다.

### 독립방송국
- 경인방송 (iFM) (경기, 인천 지역)
- OBS경인TV/라디오 (경기, 인천 지역)

### 지역 단위 종교방송

#### 기독교방송 네트워크국
- 기독교방송 (수도권 지역)
- 기독교강원방송 (강원 영서 지역)
- 기독교강원영동방송 (강원 영동 지역)
- 기독교대전방송 (대전, 세종, 충남 전 지역)
- 기독교청주방송 (충북 지역)
- 기독교전북방송 (전북 지역)
- 기독교광주방송 (광주, 전남 중북부, 전남 서남부 지역)
- 기독교전남방송 (전남 동부 지역)
- 기독교대구방송 (대경권)
- 기독교포항방송 (대경권)
- 기독교부산방송 (동남권)
- 기독교울산방송 (동남권)
- 기독교경남방송 (동남권)
- 기독교제주방송 (제주 전 지역)

#### 극동방송 네트워크국
- 극동방송 (수도권 지역)
- 강원극동방송 (강원 영동 지역)
- 대전극동방송 (대전, 세종, 충청 전 지역)
- 광주극동방송 (광주, 전남 중부 지역)
- 목포극동방송 (전남 서남부 지역)
- 전남동부극동방송 (전남 동부 지역)
- 대구극동방송 (대구, 경북 등 대경권)
- 포항극동방송 (경북 동해안 지역)
- 부산극동방송 (부산 등 동남권)
- 울산극동방송 (울산 등 동남권)
- 창원극동방송 (경남 등 동남권)
- 제주극동방송 (제주 전 지역)

#### 불교방송 네트워크국
- 불교방송 (수도권 지역)
- 춘천불교방송 (강원 전 지역)
- 청주불교방송 (충북 전 지역)
- 광주불교방송 (광주, 전남 전 지역)
- 대구불교방송 (대경권)
- 부산불교방송 (동남권)
- 울산불교방송 (동남권)
- 제주불교방송 (제주 전 지역)

#### 원음방송 네트워크국
- 원음방송 (수도권 지역)
- 전북원음방송 (전북 지역)
- 광주원음방송 (광주, 전남 전 지역)
- 대구원음방송 (대경권)
- 부산원음방송 (동남권)

#### 가톨릭평화방송 네트워크국
- 가톨릭평화방송 (수도권 지역)
- 부산가톨릭평화방송 (부산 경남권 지역)
- 대구가톨릭평화방송 (대구 경북권 지역)
- 대전가톨릭평화방송 (대전 충남 세종권 지역)
- 광주가톨릭평화방송 (광주 전남권 지역)

### 지역 단위 기타방송

#### 국악방송 네트워크국
- 국악방송 (수도권 지역)
- 전주국악방송 (전북 서부 지역)
- 남원국악방송 (전북 남부 지역)
- 남도국악방송 (목포 서남부 지역)
- 경주국악방송 (경북 동해안 지역)
- 부산국악방송 (동남권)
- 대구국악방송 (대경권)
- 광주국악방송 (광주, 전남 전 지역)
- 제주국악방송 (제주 전 지역)
- 대전국악방송 (대전, 세종, 충청 전지역)

#### 교통방송 네트워크국
- TBS (수도권 지역)
- TBN경인교통방송 (수도권 지역)
- TBN강원교통방송 (강원 전 지역)
- TBN대전교통방송 (대전, 세종 전 지역)
- TBN충남교통방송 (충남 전 지역)
- TBN충북교통방송 (충북 전 지역)
- TBN전북교통방송 (전북 전 지역)
- TBN광주교통방송 (광주, 전남 전 지역)
- TBN대구교통방송 (대경권)
- TBN부산교통방송 (동남권)
- TBN울산교통방송 (동남권)
- TBN경남교통방송 (동남권)
- TBN경북교통방송 (경북 전 지역)
- TBN제주교통방송 (제주 전 지역)

#### 지역 영어방송/수도권 라디오방송
- TBS eFM (수도권 지역)
- YTN라디오 (수도권 지역)
- 글로벌광주방송 (광주, 전남 전 지역)
- 부산영어방송재단 (동남권)
- 아리랑 라디오 (제주 전 지역)

## 일본의 지역 민방
일본의 경우 교토 방송, 비와코 방송, 선 TV와 같은 독립 UHF계 TV 방송사가 지역 민방을 사용하고 있으며, SBS의 지역민방 네트워크 가맹국과 마찬가지로, 오사카(긴키 광역권), 나고야(주쿄 광역권), 후쿠오카, 히로시마, 시즈오카 현소재의 아사히 방송(이하 ABC), 간사이 TV 방송(이하 KTV), 요미우리 TV 방송(이하 YTV), 마이니치 방송(이하 MBS), TV 오사카, 도카이 TV(이하 THK), 나고야 TV(이하 NBN), 주부닛폰 방송, 주쿄 TV 방송, TV 아이치(이하 TVA), 히로시마 홈 TV, 히로시마 TV 방송, 주고쿠 방송, TV 신히로시마, 후쿠오카 방송(이하 FBS), 규슈 아사히 방송(이하 KBC), TV 니시닛폰(이하 TNC), RKB 마이니치 방송, TVQ 규슈 방송, 시즈오카 아사히 TV(구 시즈오카 현민 방송)과 같은 그런 방송사들을 일본의 지역 민방 네트워크 가맹국으로 분류된다. 후쿠이 방송 (이하 FBC), TV 오이타 (이하 TOS), TV 미야자키 (이하 UMK)는 네트워크 크로스 방송사으로 분류하고 있다. 다만 MXTV나 TV 가나가와, TV 사이타마 같은 방송 채널은 독립 UHF계임에도 불구, 일본 수도권지역(도쿄 광역경제권)을 키스테이션으로 사용하는 것을 간주되기 때문에, 지역민방으로 분류할 수 없다.